# Pentaphragma begoniifolium
Pentaphragma begoniifolium är en tvåhjärtbladig växtart som beskrevs av Nathaniel Wallich. Pentaphragma begoniifolium ingår i släktet Pentaphragma och familjen Pentaphragmataceae. Inga underarter finns listade i Catalogue of Life.